# Зграда музеја у Руми
Зграда музеја у Руми се налази се у Главној улици бр. 182, подигнута је 1772. године за Фрањевачку гимназију. Представља непокретно културно добро као споменик културе од великог значаја. Саградио је барон Марко Пејачевић, који је после преуређења Војне границе изабрао Руму за своје седиште и значајно допринео економском и урбанистичком развоју и напредовању овог града у 18. веку. По предању, била је то прва спратна грађевина у Руми.

## Изглед
Зграда је саграђена као масивна угаона спратна грађевина са основом у облику ћириличног слова „Г” и двоводним кровом покривеним бибер црепом. Фасаде су једноставне обраде, без фасадног украса, са низом правоугаоних прозора у приземном и спратном делу. Хоризонтална подела изведена је помоћу једноставног кордонског и профилисаног поткровног венца. Главна улична фасада је окренута према северу, а други део, такође уличне фасаде, према западу. Зграда је до данас у потпуности сачувала свој изглед и карактеристике објеката војнограничарске архитектуре.
Данас се у њој налази Завичајни музеј са својом збирком и два легата, сликара Миливоја Николајевића и Романа Соретића.
Конзерваторско-рестаураторски радови извођени су 1977–1982, 1986–1988, 2002. и 2005. године.